# زرارة بن عدس
أبو خُزَيمة زُرَارةُ بن عُدَس بن زيد بن عبد الله الدارمي التميمي (145 ق هـ - 65 ق هـ / 480م - 558م) أحد سادات العرب وفرسانهم وأشرافهم في الجاهلية، كان سيداً شريفاً يُضرب به المثل بالشرف والسيادة، وبيته من أعز بيوت العرب في الجاهلية، وكان قائد قبائل مضر في يوم شويحط عندما حاربوا قضاعة، وقاد قبائل معد  في يوم خزاز ضد القبائل اليمانية. وأجار زرارة بن عدس الشاعر الحارث بن ظالم المري لما قتل ابن ملك الحيرة الأسود بن المنذر، فطلبه الأسود وهدد كل من يجيره من العرب، فأجاره زُرارة وتصدى لجيش ملك الحيرة وهزمه. وكان زرارة من قضاة العرب وحكمائهم ذوي الرأي والحكمة، وممن يؤخذ بمشورتهم ورأيهم، ومن نسله عدد من الصحابة والتابعين ومنهم: عطارد بن حاجب، والقعقاع بن معبد وغيرهم.

## نسبه ونشأته
- هو: زُرَارة بن عُدَس بن زيد بن عبد الله بن دارم بن مالك بن حنظلة الأغر بن مالك بن زيد مناة بن تميم بن مر بن أد بن عمرو بن إلياس بن مُضَر بن نزار بن معد بن عدنان الدارمي الحنظلي التميمي، يُكَنى بأبي خُزَيمة.[4]
- أمه هي: ليلى بنت زنباع بن الأحيمر بن بهدلة بن عوف بن كعب بن سعد بن زيد مناة بن تميم بن مر السعدية التميمية وهي من نساء العرب المُنَجبات ولدت لعُدس بن زيد الدارمي: زُرَارة بن عُدَس، ويثربي بن عُدَس، وعمرو بن عُدَس، وشراحيل بن عُدَس.[5]

ولد زُرارة بن عُدَس قبل الهجرة النبوية بمائة وخمس وأربعين عاماً سنة 480م تقريباً في بادية قومه بني تميم في بلاد نجد، ونشأ فيها فتعلم الفروسية وفنون الحرب، وأخذ الحكمة والرأي عن حُكَماء قومه، وساد هو وأبنائه فكانوا من أشراف العرب المعروفين، ومما يُذَكر أن معاوية بن أبي سفيان سئل السائب بن بشر الكلبي وكان من علماً العرب عن أشرف بيت من بيوت العرب في الجاهلية فقال الكلبي: إني لاعرفه وإني لابغضه هو بيت زُرارة بن عدس الدارمي التميمي.

## أولاده
كان لزُرَارة بن عُدَس الدارمي التميمي عشرة أولاد ذكور وهُمَ:
- خُزَيمة بن زُرَارة وهو أكبر أولاده وبه يُكَنى أبا خُزَيمة.
- لقيط بن زُرَارة كان شاعراً سيداً شريفاً وقُتِل في يوم شعب جبلة في الجاهلية.
- حاجب بن زُرَارة كان سيداً شريفاً ويُقَال له ذو القوس لإنه رهن قوسه عن العرب كلها عند كسرى ملك الفرس في الجاهلية ثم أدرك الإسلام وهو شيخ كبير فأسلم، وهو والد الصحابي عطارد بن حاجب.[8]
- معبد بن زُرَارة كان سيداً شريفاً فارساً، وهو والد الصحابي القعقاع بن معبد.[9]
- علقمة بن زُرَارة.
- عمرو بن زُرَارة.
- مالك بن زُرَارة.
- لبيد بن زُرَارة.
- عبد مناة بن زُرَارة.
- الحارث بن زُرَارة.

## إجارته للملوك
وزرارة أجار ثلاثة ملوك، وذلك أن ملوك العراق من المناذرة كان بينهم وبين ملوك الغساسنة التابعين للروم حروب مستمرة وجرت عادة المناذرة أنهم كانوا إذا أرادوا الزحف على الشام جعلوا أولادهم في جوار أعز العرب حتى إذا دارت الدائرة عليهم فرجعوا منهزمين كان أولادهم في مأمن من غائلات الحروب وظلوا عند بيت زرارة حتى كبروا.
 

وقد سجل هذا الفخر الشاعر مسكين الدارمي فقال:
وكان أهل بيت زرارة حضان الملوك فافتخر بذلك حاجب بن زرارة فقال:

## وفاته ووصيته
لما مرض زرارة بن عُدُس وحس قرب اجله،
جمع بنيه وبني بنيه فقال: يا بنيّ، إنكم قد أصبحتم بيت تميم، بل بيت مُضر، يا بنيّ، ما هجمت على قوم قطُّ من العرب لا يعرفونني إلا أحلُّوني، فإذا نسبوني ازددت عندهم شرفا، وفي أعينهم عظما، ولا وفدت إلى ملك إلا آثرني وشفعني، خذوا من أدبي، واثبتوا عند أمري، واحفظوا وصيتي.
إياكم أن تدخلوا عليّ في قبري حوبة أسبّ بها …
"كذا قال أبو حاتم، حوبة، وليس لها ههنا معنى، وينبغي أن تكون خربة، وهي المنقصة، أو خزّية، والحوبة الخالة، وقال قوم هي الأمُّ ".
… فوالله ما شايعتني نفسي قط على إتيان ريبة، ولا عمل بفاحشة، ولا ضمّني عاهرة سقف بيت قط، ولا حسّنت لي نفسي الغدر منذ شدّت يداي مئزري، ولا فارقني جار على قلي، ولا حملني هواي على أمر يعييني في مضر.
يا بني، إن القالة إليكم سريعة، فاتقوا الله في الليل إذا أظلم، وفي النهار إذا انتشر يكفكم ما أهمّكم، وإياكم وشرب الخمر، فإنها مفسدة للعقول والأجساد، ذهّابة بالطريف والتلاد.
يا بني، زوّجوا النساء الأكفاء، وإلا فانتظروا بهنّ القضاء.
يا بني، قد أدركت سفيان بن مجاشع بن دارم شيخا كبيرا محجوبا، فأخبرني أنه قد حان خروج نبي بمكّة من مضر، يقال له، أحمد، يدعو إلى عبادة الله، فإن أدركتموه فاتبعوه، تزدادوا بذلك شرفا إلى شرفكم، وعزَّا إلى عزّكم، إنه ليس فيكم سقط رجل واحد، ولا تمنَّيتكم أنِّي بدِّلتكم بعدَّتكم من العرب، ولولا عجلة لقيط إلى الحرب، والحرب لا يصلحها إلا الرجل المكيث لشرّفته عليكم، وهو بعد فارس مضر، وعليكم بحاجب، فإنه حليم عند الغضب، فرّاج للكرب، يجود إذا طلب إليه، ذو رأي لا ينكش، وزمَّاع لا يفحش، فاسمعوا له وأطيعوا أمره، جنَّبكم الله الردى.
"لا ينكش لا يستقصي ما فيه، يقال: نكشت البئر أي أخرجت ما فيها، والزَّمّاع العزم، لا يفحش أي لا ينتقص ".
وبقي بعد ذلك فترة ومات.